# Наводнение в Пакистане (2022)
В середине июня 2022 года в Пакистане начались наводнения, вызванные муссоными дождями.

## Предпосылки
Муссонные дожди, сопровождающиеся наводнениями, — обычное природное явление для жителей Южной Азии. Почти каждый год они приводят к разрушениям и гибели людей. Однако в 2022 году стихия достигла катастрофических масштабов, затронув все регионы Пакистана. 
Муссонный сезон здесь обычно длится со второй половины июня по сентябрь. Особенность 2022 года — сверхдождливый август. В этом месяце в Пакистане выпало более 166 мм осадков, в среднем за этот период — 48 мм.

## Результаты
Южные провинции Белуджистан и Синд пострадали больше всего, на их долю пришлось более половины всех подтвержденных жертв стихийных бедствий. По состоянию на 26 августа в Белуджистане умерло не менее 260 человек, регион фактически находился в информационно-коммуникационной блокаде. Прервано воздушное, автомобильное и железнодорожное сообщение, разрушены или повреждены десятки тысяч домов, погибло более полумиллиона голов скота. В провинции Синд число подтвержденных жертв наводнения достигло 320 человек.
25 августа правительство Пакистана объявило в стране чрезвычайное положение. 
Министр по вопросам изменения климата Шерри Рехман назвала наводнения «гуманитарной катастрофой невероятных масштабов», в результате которой тысячи людей остались без еды и крова. 26 августа премьер-министр Пакистана Шахбаз Шариф заявил, что от наводнения пострадали 33 миллиона человек (около 15 % населения страны).

## Гуманитарная помощь
Турция оказывает гуманитарную помощь Пакистану, доставляя железнодорожными составами палатки, продуктовые посылки, одеяла, одежду, медицинское оборудование, моторные лодки.